# Symphylella winkleri
Symphylella winkleri är en mångfotingart som beskrevs av Dobroruka 1956. Symphylella winkleri ingår i släktet findvärgfotingar, och familjen slankdvärgfotingar. Inga underarter finns listade i Catalogue of Life.